# Едан Еверлі
 Едан Дональд Еверлі (нар. 25 серпня 1968) — американський музикант та автор пісень. 

## Раннє життя
Еверлі — син Дона Еверлі і племінник Філа Еверлі з дуету The Everly Brothers. 
Його мати — актриса Венеція Стівенсон. Має 2 рідних сестер — Стейсі Еверлі та Ерін Еверлі; і одну зведену — Венецію Еверлі. Його дідусь та бабуся по неньчиному роду були режисер Роберт Стівенсон та актриса Анна Лі, а зі сторони батька — Айк та Марґарет Еверлі.
Едан Еверлі має дочку.

## Кар'єра
У 1992 році Еверлі та його гурт під назвою "Edan" випустили альбом на Hollywood Records під назвою Dead Flowers. У вересні 2006 року він випустив свій перший сольний альбом "For Insanity Of It All". Його другий авторський альбом "Songs from Bikini Atoll" вийшов у листопаді 2011 року.